# Symplocos breedlovei
Symplocos breedlovei là một loài thực vật thuộc họ Symplocaceae. Đây là loài đặc hữu của México.